# يوسف الغريب
يوسف فهد الغريّب العازمي (27 أكتوبر 1974 —) سياسي كويتي، ونائب سابق في مجلس الأمة الكويتي.

## عن حياته
.فاز بانتخابات المجلس البلدي منذ 2013، عمل في مؤسسة البترول الكويتية في منصب إداري أول. فاز بعضوية مجلس الأمة 2020 وحصل على المركز الثاني وحصل على 5054 صوت وفاز .و شارك في انتخابات مجلس الأمة الكويتي 2022 عن الدائرة الأولى وحصل على المركز الحادي والعشرون برصيد 751 صوت وخسر الانتخابات.

## أبرز المواقف في مجلس الأمة
أصدر مركز اتجاهات للدراسات والبحوث تقريرًا عن أداء يوسف الغريب في مجلس الأمة 2020، لم يستخدم أداة الاستجواب بتاتًا، ولم يُهدد أي وزير بالاستجواب، ووصفه المركز بأنهُ «متضامن مع الحكومة» بإمتياز.

### مجلس الأمة 2020
| استجواب الوزير حمد جابر العلي (يناير 2022)              | ضد الاستجواب |
| استجواب الوزير أحمد ناصر الصباح (فبراير 2022)           | ضد الاستجواب |
| استجواب الوزير علي حسين الموسى (مارس 2022)              | ضد الاستجواب |
| رفع الحصانة عن النائب شعيب المويزري في شكوى رئيس المجلس | موافق        |
| رفع الحصانة عن النائب محمد المطير                       | موافق        |
| رفع الحصانة عن النائب ثامر السويط                       | موافق        |
| رفع الحصانة عن النائب خالد مؤنس العتيبي                 | موافق        |